# Тюрин, Александр Валентинович
Александр Валентинович Тюрин (род. 23 октября 1946, Ленинград) — физик. Доктор физико-математических наук (1995); профессор; директор Научно-исследовательского института физики при Одесском национальном университете им. И. И. Мечникова (2004); заведующий кафедрой компьютерных и инновационных технологий Института инновационного и последипломного образования ОНУ им. И. И. Мечникова (2001); руководитель школы «Актуальные проблемы фотоники».

## Биография
Александр Валентинович Тюрин родился 23 октября 1946 в Ленинграде. Окончил физический факультет Одесского государственного университета им. И. И. Мечникова (ныне — Одесский национальный университет им. И. И. Мечникова) в 1969 году. Трудовую деятельность начал в ОГУ им. И. И. Мечникова (1969). Защитил кандидатскую диссертацию (1975), докторскую (1995). Работал на должности заведующего лабораторией Научно-исследовательского института физики при ОГУ им. И. И. Мечникова с 1978 года. Организовал и возглавил кафедру компьютерных и информационных технологий при Институте инновационного и последипломного образования ОНУ им. И. И. Мечникова (2001). Директор Научно-исследовательского института физики при ОНУ им. И. И. Мечникова с 2004 года. Александр Валентинович — известный специалист в области записи и обработки оптической информации и компьютерных технологий. В 2007 году был награждён почётной грамотой президиума НАН Украины за выдающийся вклад в развитие науки на Украине. Автор более 100 научных трудов.

## Научная деятельность
Основными направлениями научной деятельности Тюрина Александра Валентиновича являются:
- фундаментальные и прикладные исследования физико-химических процессов, что стимулируются светом в средах, с целью получения новых представлений о фотоиндуцированных процессах и создание на их основе композиционных светочувствительных материалов, оптических элементов и элементной базы для фотоники и оптоэлектроники;
- анализ квазистационарных световых волновых фронтов с использованием методов интерференции, голографии, спеклинтерферометрии и сингулярной оптики, преобразование световых волновых фронтов с помощью голографических оптических элементов при решении задач фотоники и оптоэлектроники;
- компьютерная разработка управляемых оптических методов и приборов неразрушающего контроля и диагностики сложных физических, технических, биологических, экологических и других систем.

Работы в Научно-исследовательском институте физики при ОНУ им. И. И. Мечникова проводятся в соответствии приоритетным направлениям развития науки и техники "01. Фундаментальные исследования по важнейшим проблемам естественных, общественных и гуманитарных наук», «07. Новые вещества и материалы» и сосредоточены на решении важной научно-технической проблемы — создание научных основ фототехнологии (технологий и процессов, в которых используется свет), что является главным направлением исследований традиционной научной школы, которую основал профессор Е. А. Кириллов и сейчас возглавляет профессор А. В. Тюрин.
А. В. Тюрин руководит школой «Актуальные проблемы фотоники»., основным предметом исследований которой являются физико-химические процессы в диэлектриках и полупроводниках, которые определяют не деструктивную и реверсивную запись оптической информации в реальном масштабе времени, а также оптические методы управления и контроля в различных отраслях современной техники.
В ходе этих исследований получены результаты: развитые элементы теории и методики фотохимических процессов в щелочно-галоидных кристаллах и стекловидных полупроводниках, а также определения оптических параметров амплитудно-фазовых трёхмерных пропускающих голограмм, записанных на их основе. Разработаны новые фотохромные системы и механизмы голографической записи на их основе, работающие в режиме отрицательного и положительного изображения в реальном масштабе времени. Голограммы, которые зарегистрированы такими фотохромными системами, отличаются высокой дифракционной эффективностью, лучевой и термической стойкостью. Предложенная технология изготовления методами голографической оптики объёмных дифракционных структур, которые представляют собой комбинацию из трёхмерных пропускающих дифракционных решёток. На основе таких элементов разработаны оптико-электронные устройства различного назначения принципиально нового класса: для модуляции и стабилизации интенсивности светового луча; преобразования фазовых колебаний в амплитудные; для распределения светового пучка с управляемым соотношением интенсивностей пучков, которые разделяются в интервале 0...1; для измерения в автоматическом режиме линейных и угловых перемещений одновременно по двум координатам и др. Разработаны новые оптические методы управления и неразрушающего контроля в точном приборо- и машиностроении, производстве полупроводниковых и композиционных материалов.

## Труды
- Эффекты рассеяния в объёмных голограммах / А. В. Тюрин, В. Е. Мендель, В. А. Неклюдов, А. Ю. Попов // Оптика и спектроскопия. – 1991. – Т. 70, вып. 6. – С. 1286-1290.
- Вольт-амперные характеристики плёнок сульфида свинца с различным содержанием оксидных фаз / А. В. Тюрин, А. Н. Алешин, А. В. Бурлак [и др.] // Неорганические материалы. – 1995. – Т. 31, вып. 3. – С. 426-427
- Голографическая интерферометрия поверхности композиционных диэлектриков при нагреве / А. В. Тюрин, Ю. Г. Ганин, И. М. Жеру [и др.] // Известия РАН. – 1992. – Т. 56, № 1
- Вплив попереднього ультрафіолетового засвітлення на голографічні характеристики адитивно забарвлених кристалів КС1 / Д. О. Владимиров, В. Ю. Мандель, А. Ю. Попов, О. В. Тюрін // Фотоэлектроника. – 2002. – Вып. 11. – С. 98-99
- Влияние межкристаллитных прослоек на электрические свойства плёнок сульфида свинца / А. Н. Алешин, В. А. Ляшевская, В. Е. Мандель, С. С. Павлов, В. А. Пастернак, А. В. Тюрин // Фотоэлектроника. – 2002. – Вып. 11. – С. 89-91
- Исследование релаксации заряда в тонких плёнках сульфида свинца с различным потенциальным рельефом зон / А. Н. Алешин, В. А. Ляшевская, В. Е. Мандель, С. С. Павлов , В. А. Пастернак, А. В. Тюрин  // Фотоэлектроника. – 2002. – Вып. 11. – С. 85-89
- Влияние ионизирующего облучения на электронно-ионные процессы в щелочно-галоидных кристаллах при воздействии стационарных пространственно-периодических световых полей / Д. О. Владимиров, В. Т. Мак, В. Ю. Мандель, А. Ю. Попов, А. В. Тюрин // Фотоэлектроника. – 2003. – Вып. 12. – С. 41-45
- Бесконтактный голографический метод измерения линейных перемещений / В. Е. Мандель, А. Ю. Попов, А. В. Тюрин, Ю. Б. Шугайло // Оптический журнал. – 2003. – Т. 70, № 6. – С. 57-61
- Стабилизация интерференционной картины при записи объёмных пропускающих голограмм / В. Е. Мандель, А. Ю. Попов, А. В. Тюрин, Ю. Б. Шугайло // Оптический журнал. – 2003. – Т. 70, № 10. – С. 72-75
- Компьютерное моделирование фотоиндуцированной диффузно-дрейфовой неустойчивости в пространственно-периодических световых полях / А. Ю. Попов, А. В. Тюрин, Д. А. Владимиров // Вестник Черкасского университета. Серія: Физико-математические науки. – 2003. – Вып. 53. – С. 122-131
- Особенности спектра излучения плазмы в малоиндуктивной вакуумной искре: релятивистский расчёт с учётом КЭД эффектов / Г. П. Перепелица, А. В. Тюрин, Ю. Г. Чернякова // Физика аэродисперсных систем. – 2003. – Вып. 40. – С. 327-331
- Контроль и управление оптимальным режимом работы неохлаждённых фотоприемных модулей на основе плёнок сульфида свинца / А. Н. Алешин, В. Н. Любота, В. Е. Мандель, С. С. Павлов, В. А. Пастернак, А. В. Тюрин // Оптический журнал. – 2004. – Т. 71, № 7. – С. 19-23
- Основы высшей математики : в 2 ч. / А. В. Тюрин, М. Г. Мирокьян, С. А. Жуков. – Одесса : Букаев В. В., 2010. – Ч. 2: Математический анализ. – 549 с.